# Qodman
Qodman är en ort i Azerbajdzjan.   Den ligger i distriktet Masallı Rayonu, i den sydöstra delen av landet, 190 km sydväst om huvudstaden Baku. Qodman ligger 43 meter över havet och antalet invånare är 1 066.
Terrängen runt Qodman är platt åt nordost, men åt sydväst är den kuperad. Runt Qodman är det ganska tätbefolkat, med 230 invånare per kvadratkilometer.. Närmaste större samhälle är Arkewan, 4,5 km norr om Qodman.
Trakten runt Qodman består till största delen av jordbruksmark.